# Etobicoke

Etobicoke é um dos 6 distritos que compõem a cidade de Toronto, Canadá. Foi até 1998 uma cidade, parte da Municipalidade Regional de Toronto. Em 1998, a cidade foi fundida com Toronto. Compõe a parte oeste da última. Possui cerca de 350 mil habitantes. Limita-se a oeste com Mississauga e ao norte com Vaughan.